# Abby Wambach
Mary Abigail ("Abby") Wambach (Rochester (New York), 2 juni 1980) is een Amerikaans voetbalster. Ze werd in 2013 lid van WNY Flash in een dat jaar nieuw opgerichte Amerikaanse vrouwencompetitie, de National Women’s Soccer League (NWSL). Deze werd opgericht na het stopzetten van de professionele vrouwencompetitie in de Verenigde Staten (WPS: Women's Professional Soccer) in 2012.
Wambach debuteerde in 2001 in het Amerikaans voetbalelftal, waarvoor ze sindsdien meer dan 225 wedstrijden speelde en meer dan 175 keer scoorde. Ze werd in juni 2013 topscorer aller tijden van het Amerikaanse vrouwenteam. In 2015 werd ze met het Amerikaanse vrouwenvoetbalelftal wereldkampioen op het WK in buurland Canada.

## Clubcarrière
| Jaar        | Club                   |
| ----------- | ---------------------- |
| 2002 - 2003 | Washington Freedom     |
| 2009 - 2010 | Washington Freedom     |
| 2011 - 2012 | magicJack              |
| 2013 -      | Western New York Flash |

## Prijzen
| Jaar | Prijs                                                           |
| ---- | --------------------------------------------------------------- |
| 1998 | Nationaal kampioenschap                                         |
| 2004 | Gouden medaille met haar team op de Olympische Zomerspelen 2004 |
| 2011 | Tweede plaats op de Wereldkampioenschap voor vrouwen            |
| 2012 | Gouden medaille met haar team op de Olympische Zomerspelen 2012 |
| 2013 | FIFA women's player of the year                                 |

- CiNii: DA18631486
- Gemeinsame Normdatei: 1179863488
- International Standard Name Identifier: 0000 0000 4784 9715
- Library of Congress Control Number: n2007041681
- Bibliotheek van het Japanse parlement: 001355188
- Nederlandse Thesaurus van Auteursnamen: 42403901X
- Système universitaire de documentation: 230160557
- Virtual International Authority File: 4382140
- WorldCat: E39PBJppvB76R6k4RgtQHM9VYP